# 대중조작
대중조작(大衆操作, mass manipulation)이란 보통으로는 정치적인 의미로 사용되며 권력을 가진 엘리트가 합의에 의한 동조(복종의 자발성)를 얻기 위하여 매스 커뮤니케이션을 주된 통로로 하는 심벌(상징)을 교묘하게 구사하여 원자화·정서화되어 주체성을 잃은 대중에 대해 물리적 강제력을 드러나게 행사하지 않고, 선전과 설득 또는 유도(誘導)로써 대중이 무의식 중에 일정한 정치목표에 동조, 복종하도록 하여 체제 안에 편입시키기 위한 숨은 권력행사를 말한다.
보다 더 넓은 의미로 말하면, 현대의 인간은 거대한 기술·기계·조직·기구의 조종을 받으며, 돈과 물질에 의해 움직여지는 경향이 있다. 전자의 경우에는 강제적으로 획일화되고 동조를 강요당하는 것이며, 후자의 경우에는 그 배후에 있는 인간의 평가라든가 익명의 권위에 의해서 움직이게 된다. 인간의 생각하는 갈대이기보다는 조종을 받는 로봇인 것처럼 보이는 경향을 더욱 조장하는 것이 매스 커뮤니케이션과 그에 의한 대중조작이다.

## 같이 보기
- 세뇌
- 집단행동
- 감정 전염
- 가스라이팅
- 집단사고
- 연설
- 설득
- 공공외교
- 심리전
- 사회공학 (정치학)
- 사회 영향